# Konstantin Nazimov
Konstantin Grigoryevich Nazimov (tiếng Nga: Константин Григорьевич Назимов; sinh ngày 31 tháng 8 năm 1996) là một cầu thủ bóng đá người Nga. Anh thi đấu cho FC Pskov-747.

## Sự nghiệp câu lạc bộ
Anh có màn ra mắt tại Giải bóng đá chuyên nghiệp quốc gia Nga cho FC Pskov-747 ngày 10 tháng 4 năm 2016 trong trận đấu với FC Tekstilshchik Ivanovo.